# Gardefort

Gardefort este o comună în departamentul Cher, Franța. În 1 ianuarie 2022 avea o populație de 126 de locuitori.